# Тозин сокак
Тозин сокак је градска четврт Новог Сада. Део је Новог насеља (Бистрице).
Тозин сокак се налази у источном делу Новог насеља и у саставу је месне заједнице "Бистрица". Лоциран је између Булевара Слободана Јовановића на западу, улице Радомира Раше Радујкова на југу и улице Стојана Новаковића на истоку и северу. Централна улица у насељу је улица Тодора Тозе Јовановића, по коме је насеље и добило име. Тозин сокак чини јужни део насеља Шонси.   
У насељу нема јавних установа или значајнијих привредних објеката. 
Северно од насеља Тозин сокак налази се северни део насеља Шонси, западно су централни делови Новог насеља, јужно је насеље Савина, док су источно лоцирани вртић "Свитац", спортски комплекс "Меридијана" и ауто-перионица.